# Futsal & Beach Soccer Kolbudy
Futsal & Beach Soccer Kolbudy – polski klub piłki nożnej plażowej (także klub futsalowy), założony w 2006 w Kolbudach. Od 2012 występuje w Ekstraklasie. W tabeli wszech czasów Ekstraklasy drużyna znajduje się na 3. miejscu. Klub w 2015 wystawił także drużynę rezerw, która brała udział w I lidze północnej.

## Nazwy klubu
| Lata      | Nazwa                         |
| --------- | ----------------------------- |
| 2006-2013 | Drink Team Kolbudy            |
| 2014-     | Futsal & Beach Soccer Kolbudy |

## Osiągnięcia

### Mistrzostwa Polski
- Trzecie miejsce MP: 2021
- Trzecie miejsce MP: 2016
- Czwarte miejsce MP: 2014

### Puchar Polski
- Zwycięzca: 2021
- Trzecie miejsce PP: 2019

## Kadra
Stan na rozgrywki ligowe 2021:
| Nr | Poz. | Piłkarz                       |
| -- | ---- | ----------------------------- |
|    | BR   | Łukasz Kalinowski             |
|    | BR   | Szymon Gąsiński               |
|    |      | Arkadiusz Romankiewicz        |
|    |      | Bogusław Saganowski           |
|    |      | Patryk Taraszkowski           |
|    |      | Konstantinos Papastathopoulos |

| Nr | Poz. | Piłkarz                     |
| -- | ---- | --------------------------- |
|    |      | Daniel Baran                |
|    |      | Karim Madani                |
|    |      | Dominik Depta               |
|    |      | Radosław Łaszczuk (kapitan) |
|    |      | Sebastian Krysiński         |
|    |      | Lukasz Stasiak              |
|    |      | Wojciech Pietrzkiewicz      |